# Râul Valea Satului, Olt (Câinenii Mici)
Râul Valea Satului sau Râul Coții este un curs de apă, afluent al râului Olt. 